# Augustin Bizimungu
Augustin Bizimungu (nascido em 28 de agosto de 1952) é  ex-general das Forças Armadas Ruandesas (FAR). Em 16 de abril de 1994, no início do genocídio de Ruanda, ele foi nomeado chefe de gabinete do exército e promovido ao posto de major-general.

## Biografia
Bizimungu nasceu em Byumba, Mukaranje Commune, Mugina Secteur, Nyange Cellule, Ruanda.  
Ele é de etnia hutu, inicialmente Bizimungu ocupou o posto de tenente-coronel das FAR em 6 de abril de 1994. Alguns dias depois, na sequência da morte de Déogratias Nsabimana ao lado de Juvénal Habyarimana, Bizimungu foi promovido a major-general e nomeado chefe do estado-maior do exército ruandês, substituindo Marcel Gatsinzi.
Ao fugir do país após a vitória da Frente Patriótica Ruandesa (FPR), teria declarado que "a FPR dominará o deserto".
Em 12 de abril de 2002, o Tribunal Penal Internacional para o Ruanda (ICTR) emitiu um mandado de prisão contra Bizimungu, que aparentemente trabalhava com o movimento rebelde angolano UNITA . Em agosto de 2002, ele foi preso pelo governo angolano e levado para o Tribunal de Crimes de Guerra da ONU na Tanzânia .  O julgamento foi suspenso até setembro de 2008, quando Bizimungu foi julgado juntamente com outros agentes das FAR, Augustin Ndindiliyimana (Chefe do Estado-Maior da Gendarmaria Nacional), François-Xavier Nzuwonemeye (Comandante do Batalhão de Reconhecimento do Exército de Ruanda) e Innocent Sagahutu (Segundo em Comando do Batalhão de Reconhecimento do Exército Ruandês). Bizimungu foi condenado a 30 anos de prisão pelo seu papel no genocídio de 17 de maio de 2011 